# Mu Arae c
Mu Arae c, còn được gọi là HD 160.691 c, chính thức đặt tên là Dulcinea (phát âm là /dʌlˈsɪniə/ hoặc /dʌlsɪˈniːə/), là một hành tinh ngoài hệ mặt trời quay quanh ngôi sao Mu Arae của chòm sao Thiên Đàn. Nó sao Hải Vương nóng hay Siêu Trái Đất đầu tiên được phát hiện.
Tất cả bốn hành tinh quay quanh Mu Arae không thể nhìn thấy trực tiếp từ Trái Đất bằng các công cụ hiện có. Tất cả bốn hành tinh được tìm thấy bằng phương pháp vận tốc xuyên tâm để phát hiện hành tinh ngoài hệ mặt trời.

## Khám phá
Khám phá của hành tinh được công bố vào ngày 25 tháng 8 năm 2004. Vào thời điểm đó, khối lượng của nó được báo cáo chỉ bằng 14 lần so với Trái Đất, mặc dù nghiên cứu sau đó đã thiết lập giá trị 10,5 khối lượng Trái Đất. Nó quay quanh quỹ đạo rất gần với Mu Arae, hoàn thành một cuộc vòng quỹ đạo cứ sau 9,6 ngày. Phát hiện này được thực hiện với sự trợ giúp của máy quang phổ HARPS tại Đài thiên văn La Silla của Tổ chức Nghiên cứu thiên văn châu Âu tại Nam Bán cầu ở Chile. Dữ liệu tiết lộ sự hiện diện của hành tinh này được thu thập trong 8 đêm quan sát vào tháng 6/2004.

## Tên
Vào tháng 7 năm 2014, Liên minh Thiên văn Quốc tế đã đưa ra một quy trình đặt tên thích hợp cho các ngoại hành tinh nhất định và các ngôi sao chủ của chúng. Quá trình liên quan đến đề cử được công khai và bỏ phiếu cho tên mới. Vào tháng 12 năm 2015, IAU đã công bố tên chiến thắng là Dulcinea cho hành tinh này. Tên chiến thắng đã được gửi bởi Planetario de Pamplona, Tây Ban Nha. Dulcinea là mối tình của nhân vật chính của tiểu thuyết El Ingenioso Hidalgo Don Quixote de la Mancha.

## Đặc điểm
Giả sử khối lượng thực sự của nó tương đương với khối lượng của Hải vương tinh và Gliese 436 b, khối lượng tốt đa của hành tinh này là gấp 14 lần khối lượng Trái Đất. Một hành tinh đất đá có kích thước này chắc chắn có thể đã được hình thành, vì Mu Arae có độ kim loại cao hơn Mặt trời của chúng ta. Ngoài ra, nó được cho là đã hình thành trong "điểm tuyết" của ngôi sao ở khoảng cách 3,2 AU. Lõi của nó có khả năng bao bọc bên trong rất nhiều băng và khí nóng đến mức hành tinh sẽ có thể giống như sao Hải Vương.
Có sự bất đồng về việc liệu nó có và luôn luôn là một sao Hải Vương nóng, hay nếu nó có thể phát triển từ hành tinh khí khổng lồ.